# Centre for Agriculture and Bioscience International
Centre for Agriculture and Bioscience International (skrót:CABI) – międzyrządowa organizacja non-profit zajmująca się rozwojem i informacją, przede wszystkim kwestiami dotyczącymi rolnictwa i środowiska w krajach rozwijających się, oraz tworzeniem, przechowywaniem i rozpowszechnianiem wiedzy naukowej.
CABI tworzą zespoły naukowców pracujących w ponad 40 krajach na całym świecie. Misją CABI jest poprawa życia ludzi na całym świecie poprzez rozwiązywanie problemów w rolnictwie i środowisku. Problemy te obejmują utratę plonów spowodowaną przez choroby, inwazyjne chwasty i szkodniki niszczące produkcję rolną, bioróżnorodność i brak globalnego dostępu do badań naukowych. 
Według informacji podanej przez CABI tylko 3% jej dochodów pochodzi z podstawowego finansowania, pozostałe środki pochodzą od darczyńców. Wśród darczyńców wymienionych w sprawozdaniu finansowym firmy za 2014 r. największymi są brytyjski Departament Rozwoju Międzynarodowego (4962 tys. funtów), Szwajcarską Agencję Rozwoju i Współpracy (972 tys. CHF), Unię Europejską (3242 tys. euro) oraz Międzynarodowy Fundusz Rozwoju Rolnictwa (USA 570 tys. $). Niewielka część dochodów CABI pochodzi ze składek krajów członkowskich. 
CABI poświęca dużą uwagę gatunkom inwazyjnym. Jednym z projektów CABI jest Plantwise – globalny program mający na celu ograniczenie strat upraw i poprawę bezpieczeństwa żywnościowego poprzez gromadzenie i udostępnianie informacji o chorobach roślin. CABI zgromadziło kolekcję ponad 28 000 próbek grzybów z całego świata, aby przeprowadzić identyfikację drobnoustrojów, konserwację, patentowanie, szkolenia i doradztwo w swoich biurach i laboratoriach w Egham w Anglii. W 2009 roku zostały one połączone z kolekcją w Kew Gardens. Posunięcie to zostało wsparte dotacją w wysokości 250 000 funtów brytyjskich od rządu Wielkiej Brytanii.
Dział wydawniczy CABI pomaga w finansowaniu badań naukowych i projektów. CABI publikuje książki, bazy danych (takie jak CAB Direct) i zasoby online. Obszary tematyczne obejmują rolnictwo, nauki o roślinach, nauki weterynaryjne, nauki o środowisku, żywność, żywienie i turystykę. Wśród publikacji CABI wymienić można np. Dictionary of the Fungi, czy dostępną w internecie hierarchiczną systematykę grzybów, chromistów i Protozoa (CABI databases).
Tworzona przez CABI „Global Health” jest specjalistyczną bibliograficzną i indeksowaną bazą danych poświęconą badaniom i praktyce zdrowia publicznego. Zawiera publikacje z ponad 158 krajów w 50 językach. Publikacje te są streszczane, a wszystkie istotne artykuły nieanglojęzyczne są tłumaczone na język angielski, aby umożliwić dostęp do badań niedostępnych w żadnej innej bazie danych. 